# Alice Castello
Alice Castello (piemontesisch Àles dël Castel) ist eine Gemeinde in der italienischen Provinz Vercelli (VC) der Region Piemont.

## Lage und Einwohner
Alice Castello liegt 60 km nordöstlich von Turin und rund 30 km nordwestlich von der Provinzhauptstadt Vercelli entfernt auf einer Höhe von 288 m über dem Meeresspiegel. Sie umfasst eine Fläche von 24,77 km² und hat 2519 Einwohner (Stand 31. Dezember 2023). Zum Lago di Viverone sind es nur wenige Kilometer.
Die Nachbargemeinden sind Borgo d’Ale, Cavaglià, Roppolo, Santhià, Tronzano Vercellese und Viverone.

### Verkehrsanbindung
Durch das Gemeindegebiet verläuft der Autobahnzweig A4/A5 der sich, immer noch auf ihrem Gemeindegebiet, mit der Autostrada A4 verbindet und als Autostrada A26/A4 später mit der Autostrada A26 verbindet. Die Provinzstraße SP 593 umfährt die Gemeinde als Umgehungsstraße und entlastet sie vom Durchgangsverkehr.
Der Nächstgelegene Bahnanschluss ist in Santhià. Dort hat man Verbindung an die Bahnstrecke Turin–Mailand. Die Linien nach Biella und Arona am Lago Maggiore sind seit 2012 stillgelegt worden.

## Geschichte

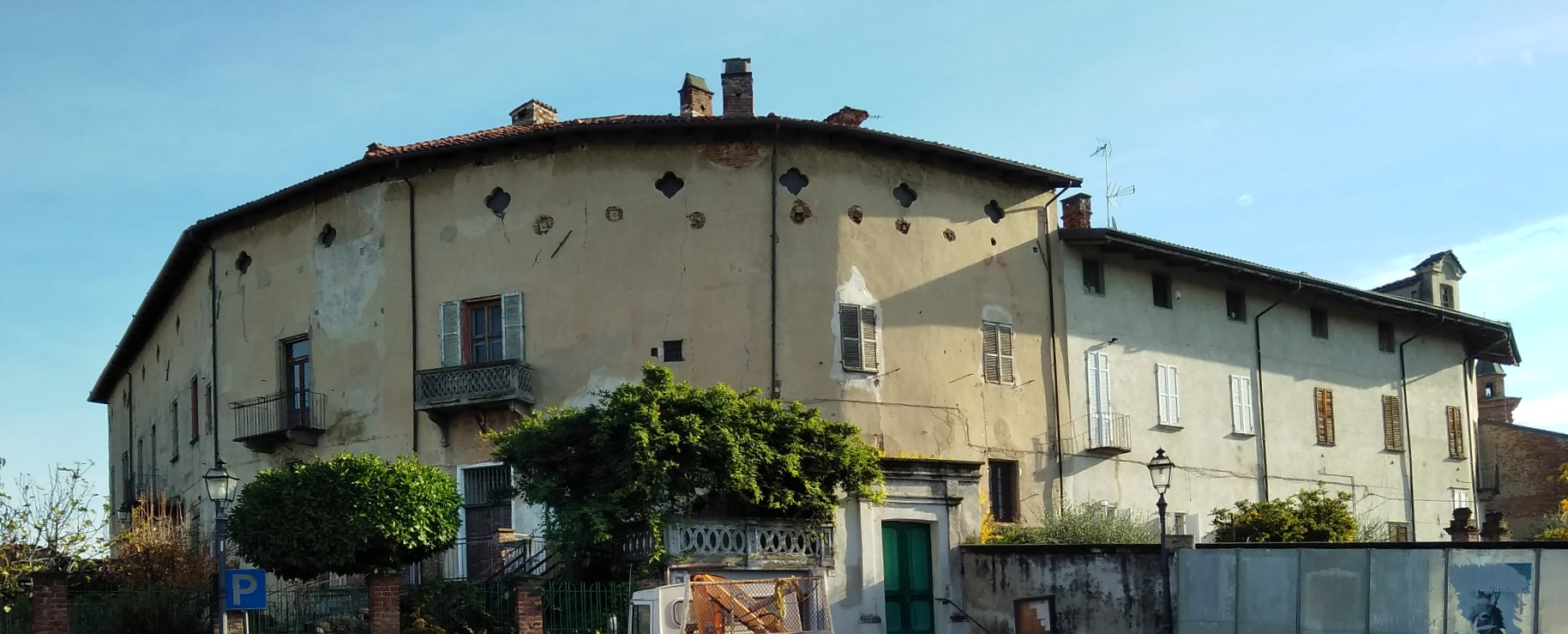
Das Schloss von Alice Castello

Das Gebiet von Alice Castello war in der Langobardenzeit ein wichtiger Durchgangsort, wie die Funde in einigen Gräbern langobardischer Krieger belegen, die 1893 und 1991 auf dem Gemeindegebiet entdeckt wurden. Neben der seit dem Mittelalter bezeugten Kirche San Germano dell'Arborata befindet sich hier die Pfarrkirche (1745–1767), die dem Heiligen Nikolaus von Bari geweiht ist und die Ebene dominiert.
Das Schloss wurde im Laufe der Jahrhunderte mehrfach renoviert, sodass es keine sehr alten Merkmale mehr aufweist. Es hat insbesondere im 18. und 19. Jahrhundert viele Veränderungen erfahren. Es wurde bereits 1173 erwähnt.  Der Eingangsbogen und ein Teil der Mauern, stammen aus dem 12. Jahrhundert.